# モラトリアム (曲)
「モラトリアム」は、日本のロックバンド・レミオロメンのメジャー4作目（通算5作目）のシングル。

## 概要
- 前作「アカシア」から約8ヶ月ぶり、3ヶ月連続作品リリースの第1弾となったシングル。また、今作の発売日はメンバーの藤巻亮太が25歳を迎えた誕生日であった。
- 表題曲はテレビ東京系列『元祖!でぶや』のエンディングテーマに起用された。
- 今作から作曲クレジット表記がバンド名義となり、編曲クレジットが無くなった。
- 初回限定盤と通常盤の2形態で発売され、初回限定盤はCD EXTRA仕様で表題曲のミュージック・ビデオが収録された[1]。
- オリコンチャート初登場8位を獲得。シングル・アルバム通じて初のトップ10入りと、「3月9日」以来2作ぶりに月間チャート入りを果たした。

## 収録曲
1. モラトリアム
作詞：藤巻亮太
作曲：レミオロメン
2. 春景色
作詞：藤巻亮太
作曲：レミオロメン
3. 僕らは
作詞：藤巻亮太
作曲：レミオロメン
自主制作期に制作された楽曲をリアレンジして収録された[1]。

## 参加ミュージシャン
レミオロメン
- 藤巻亮太：Vocal & Guitar
- 神宮司治：Drums
- 前田啓介：Bass

サポートミュージシャン
- 小林武史：Keyboards (#3)

## タイアップ
- テレビ東京系列バラエティ番組『元祖!でぶや』エンディングテーマ (#1)

## 収録アルバム
- ether [エーテル] (#1,2)

## カバー
2019年4月3日リリースの「RYOTA FUJIMAKI Acoustic Recordings 2000-2010」で2曲目の「春景色」を藤巻がセルフカバーしている。